# シーパルピア女川
シーパルピア女川（シーパルピアおながわ）は、宮城県牡鹿郡女川町女川に所在するテナント型商店街である。

## 解説
道の駅おながわを構成する施設の一つである。日用品・工房・飲食エリアから構成され、施設内にはミニスーパーや小売店、飲食店といったさまざまな業種の27店舗が出店している。なお、2018年11月時点では開店してからテナント入居率100%を維持している。
女川みらい創造が建設・運営を担い、総工費の7割は、国の津波・原子力災害被災地域雇用創出企業立地補助金で賄われた。女川駅から伸びているプロムナードをまたいで木造5棟、鉄骨造1棟の6棟の平屋から構成されている。またこのプロムナードは、年明けの初日の出が延長線上に見えるよう計画されている。
「シーパルピア」の名称は、女川町の公式キャラクターであるシーパルちゃんが住む桟橋（ピア）から命名された。

## 沿革
2011年（平成23年）3月11日に発生した東日本大震災の津波によって女川駅前の住宅や商店などの建物が破壊され流出するなど壊滅的な被害を受けた。その後、市街地の再生計画が決定し、旧市街地跡（シーパルピア女川が所在する土地）が約5 mほどかさ上げされた。
かさ上げ工事が完了後の2015年5月に商店街の店舗建設が開始され、2015年12月に竣工し営業を開始した。
2016年1月16日に泉パークタウン タピオと「姉妹施設協定」を締結した。これは泉パークタウン タピオを運営する三菱地所がシーパルピア女川の開業準備業務を後押ししたことに由来する。

## 地域・減災との関わり

### 地域
東日本大震災の被災後に女川町復興計画の一環で女川駅前の商業区域として整備された。
女川駅を中心として町の中枢を担い、いわゆる「まちの顔」としてシーパルピア女川は機能する。地域の交通幹線を軸に地域間の連携を図る「にぎわい拠点」の観点から、コンパクトな市街地を造成するために商業施設や公共施設を集中させている。
女川町中心市街地の象徴と位置付けられているプロムナードを軸とし、飲食店を中心に展開する「フードエリア」、物品販売や食物販売など住民の生活に重きを置く「デイリーエリア」、観光客や住民にくつろぎの場を提供する「ファクトリーリテールエリア」の3つのエリアに分かれ、テナント募集型の店舗が立ち並び営業している。これはプロムナード沿いの商店街がシャッター街化することを防止し、シーパルピア女川を町のたまり場として機能させ、中心市街地における人の回遊性、エリア間での連携による集客の相乗効果を高めることを目的としている。

### 減災
シーパルピア女川が造成される以前の旧駅前市街地は東日本大震災の津波によって壊滅的な被害を受けたため、再び同規模の津波が発生した場合に備え減災を意識した構造になっている。
具体的には女川駅と国道398号線の間にあるシーパルピア女川の土地を盛土によるかさ上げで海抜を5.4 m以上にしており、東日本大震災の津波と同規模の津波が襲来してもシーパルピア女川の造成地を防潮堤のように働かせることによって、最悪の場合でも商業施設までの被害に限定し、住居に対する被害が及ばない構造になっている。

## テナント
テナントは以下のとおり（一部閉店などあり）。
| 店舗名                         | 業種                       |
| ------------------------------ | -------------------------- |
| おんま〜と                     | スーパーマーケット         |
| きらら女川                     | パン販売と飲食             |
| 理容ヨコヤマ                   | 理髪店                     |
| マツヤ                         | 衣類店                     |
| りぼん                         | 洋食店                     |
| 幸楽                           | 焼肉屋                     |
| 酒飲処 かぐら                  | 和風居酒屋                 |
| IZAKAYA ようこ                 | 居酒屋                     |
| 居酒屋カフェ M（エム）         | 居酒屋                     |
| ガル屋（クラフトビール）       | クラフトビール             |
| 明神丸                         | 海鮮丼屋                   |
| マザーポートコーヒー           | コーヒー店                 |
| High Bridge                    | ダイビングショップ         |
| ふらわ〜しょっぷ花友           | 生花店                     |
| KONPO'S FACTORY                | 制作販売（段ボール製品）   |
| セッショナブル                 | ギター工房                 |
| Sugar Shack                    | 飲食・アートデザイン       |
| みなとまちセラミカ工房         | スペインタイル             |
| トヨタレンタリース仙台         | レンタカー                 |
| コバルトーレサポーターズパーク | コバルトーレ女川グッズ     |
| MARUSAN                        | 衣類・寝具などの販売       |
| 絆フレンズ                     | ハンドメイド小物などの販売 |
| 相喜フルーツ                   | フルーツ店                 |

## 地元市場ハマテラス
地元市場ハマテラス（じもといちばハマテラス）はシーパルピア女川（道の駅おながわ）内にあるテナント型商業施設および観光施設であり、マリンパル女川シーパルIIの後継にあたる施設である。かつては仮称で「物産センター」と呼称されていた。
女川町の特産品、水産物の販売、海産物やスイーツなどの飲食メニューやオーガニック石鹸の販売・製作体験といったサービスを提供している。約80席の飲食スペースを有する。

### テナント（ハマテラス内）
- お魚市場 おかせい 女川本店[17]
- Gozainn：レストラン。10:00 - 17:00まで営業[17][18]
- 片倉商店[17]
- マルキチ女川浜めし屋[17]
- さんまのヤマホン：平日9：30 - 17：00、日祝9：30 - 16：00（不定休）[17][19]
- 蒲鉾本舗 髙政シーパルピア女川店[17]
- TEAVER TEAFACTORY[17]

## 施設案内
- 午前9時から午後9時まで開館
- 休館日は毎月第2、第4火曜日

## アクセス
- JR石巻線 女川駅から徒歩1分[20]
- ミヤコーバス女川線「復興町づくり情報交流館」停留所下車すぐ[21]
- 三陸沿岸道路
  - 石巻河南ICから車で約30分。
  - 石巻女川ICから車で約30分。

## 受賞
商業エリア開発が評価され、以下の賞を受賞した。
- アジア都市景観大賞
- グッドデザイン賞
- 国土交通大臣賞
- 都市景観大賞